# Torre de Bajazeto
Torre de Beyazıt e jardins da Universidade de Istambul

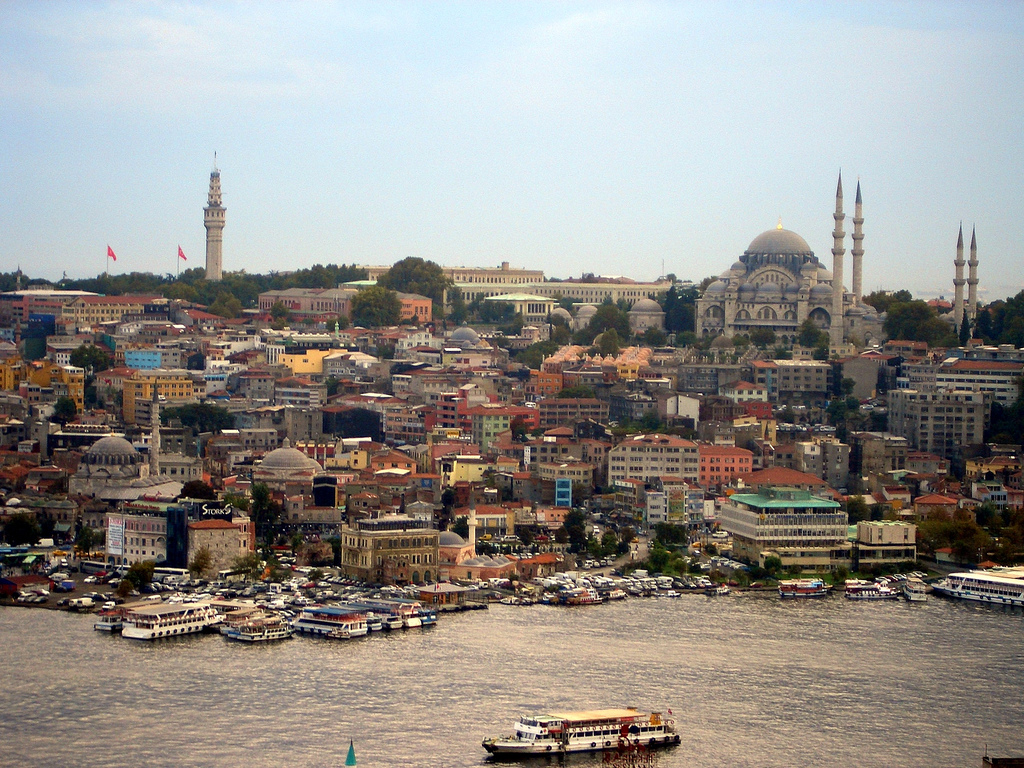
Vista do bairro de Eminönü e da encosta virada para o Corno de Ouro do distrito dde Fatih. A Torre de Bajazeto aparece em cima, à esquerda e a grande mesquita à direita é a Süleymaniye

A Torre de Bajazeto (em turco: Beyazıt Kulesi), também chamada Torre Serasker, é uma torre com 85 metros de altura situada na área homónima de Istambul, Turquia. Construída como torre de vigia de incêndios no cimo de uma das sete colinas da parte histórica, é um dos pontos de referência do horizonte da península histórica de Istambul.
A torre ergue-se nos jardins do campus principal da Universidade de Istambul, que no passado foi a sede do Ministério da Guerra Império Otomano, junto ao que no período romano era o Fórum de Teodósio (ou Forum Tauri; Fórum Taurino), no que é atualmente a praça de Bajazeto, onde se encontra outro dos pontos de referência daquela parte da cidade, a Mesquita de Bajazeto. A torre atual foi construída em 1828 por Senekerim Balian, um dos membros da família de arquitetos arménios otomanos Balian, mas antes dela existiram várias torres no mesmo local.
Atualmente a torre está equipada com um sistema de iluminação que indica as condições meteorológicas com diferentes cores.

## História
A primeira torre de vigia em Bajazeto foi construída em madeira em 1749, mas foi destruída durante o "Grande Incêndio de Cibali" de 1756. Foi substituída pouco depois por outra torre em madeira, a qual foi destruída durante os motins provocados pela ordem de extinção dos janízaros emitida em 1826 pelo sultão Mamude II. Nesse mesmo ano a torre foi edificada outra torre de madeira no mesmo local, desenhada e construída pelo arquiteto arménio da corte Krikor Balian. Esta torre seria igualmente destruída por partidários dos janízaros. Finalmente, em 1828 foi construída a torre atual, em pedra e em estilo  barroco otomano, sob a direção de Senekerim Balian.
Originalmente a torre de pedra tinha um único andar e cerca de 50 m² no topo, o qual era acessível por uma escada em madeira com 180 degraus. A sala de vigia tem 13 janelas com arco redondo. O teto original era em madeira e tinha a forma de um cone. Em 1849 foram adicionados três andares de planta octogonal com janelas redondas na secção superior. Um dos andares destinava-se a sinalização, outro para cestos e outro para bandeiras. O diâmetro menor do andar superior abre espaço para um terraço no segundo andar. Em 1889 foi erigido no teto um poste de ferro com treze metros. A torre foi danificada pelo terramoto de 1889, tendo sido restaurada depois. Presentemente, a torre tem um teto de pedra e uma escada de madeira com 256 degraus.
O fogo era uma grande ameaça em Istambul e causou numerosos desastres, devido principalmente ao facto de que a maior parte das casas da parte antiga da cidade eram feitas em madeira. As torre de Bajazeto, de Gálata e de İcadiye (esta na colina de Vaniköy, na parte asiática de Istambul) eram usadas para detetar ameaças de incêndio, pois delas era possível observar de um ponto de vista elevado a grandes distâncias. Toda a parte antiga da cidade (Yedikule, Topkapı, Kocamustafapaşa, Fatih, Bajazeto), grande parte dos bairros do Corno de Ouro (Fener, Balat, Eminönü) e do Bósforo (Tophane, Beşiktaş, Ortaköy), a entrada do Mar de Mármara (Üsküdar, Kadıköy) e até as Ilhas dos Príncipes, a sudeste da cidade, eram visíveis da Torre de Bajazeto.
O alarme de fogo era assinalado durante o dia pela suspensão de cestos e à noite com lâmpadas coloridas. O número de cestos ou o número e cores das lâmpadas indicavam a localização, isto é, o bairro onde onde o fogo tinha sido detetado. A torre de vigia de İcadiye, no lado anatólio (asiático, oriental) do Bósforo, fazia então sete disparos de canhão para informar a população do fogo. Até 1923, estavam estacionados na Torre de Bajazeto vinte bombeiros. Em 1997 a torre foi restaurada.
A torre é usada ainda hoje como torre de vigia e à noite assinala a previsão meteorológica e informações para a navegação no Corno de Ouro, apesar de ter perdido grande parte da sua importância nessas funções com o desenvolvimento das tecnologias de comunicação. Atualmente estão estacionados na torre dois bombeiros em três turnos, mas apenas têm a função de a guardar. Desde 1972 que é necessária uma autorização especial para entrar na torre.